# Damíč
Damíč je malá vesnice, část obce Soběšice v okrese Klatovy v Plzeňském kraji. Nachází se asi dva kilometry západně od Soběšic. Je zde evidováno 33 adres. V roce 2011 zde trvale žilo 29 obyvatel.
Damíč je také název katastrálního území o rozloze 1,96 km².

## Historie
První písemná zmínka o vesnici pochází z roku 1360.

## Obyvatelstvo
| Rok            | 1869 | 1880 | 1890 | 1900 | 1910 | 1921 | 1930 | 1950 | 1961 | 1970 | 1980 | 1991 | 2001 | 2011 | 2021 |
| -------------- | ---- | ---- | ---- | ---- | ---- | ---- | ---- | ---- | ---- | ---- | ---- | ---- | ---- | ---- | ---- |
| Počet obyvatel | 266  | 232  | 194  | 206  | 208  | 200  | 186  | 133  | 143  | 115  | 82   | 48   | 33   | 29   | 31   |
| Počet domů     | 40   | 42   | 38   | 38   | 36   | 38   | 38   | 37   | 32   | 29   | 26   | 31   | 31   | 31   | 31   |

## Obecní správa
Při sčítání lidu v letech 1850–1889 Damíč byl osadou obce Soběšice v okrese Sušice. V letech 1890–1971 byl samostatnou obcí, se kterým patřil nejprve do okresu Sušice, ale od roku 1960 opět v okrese Klatovy. Od 26. listopadu 1971 je opět částí obce Soběšice v okrese Klatovy, kdy se konaly obecní volby.

## Pamětihodnosti
- Usedlost čp. 11 (kulturní památka ČR)

## Galerie

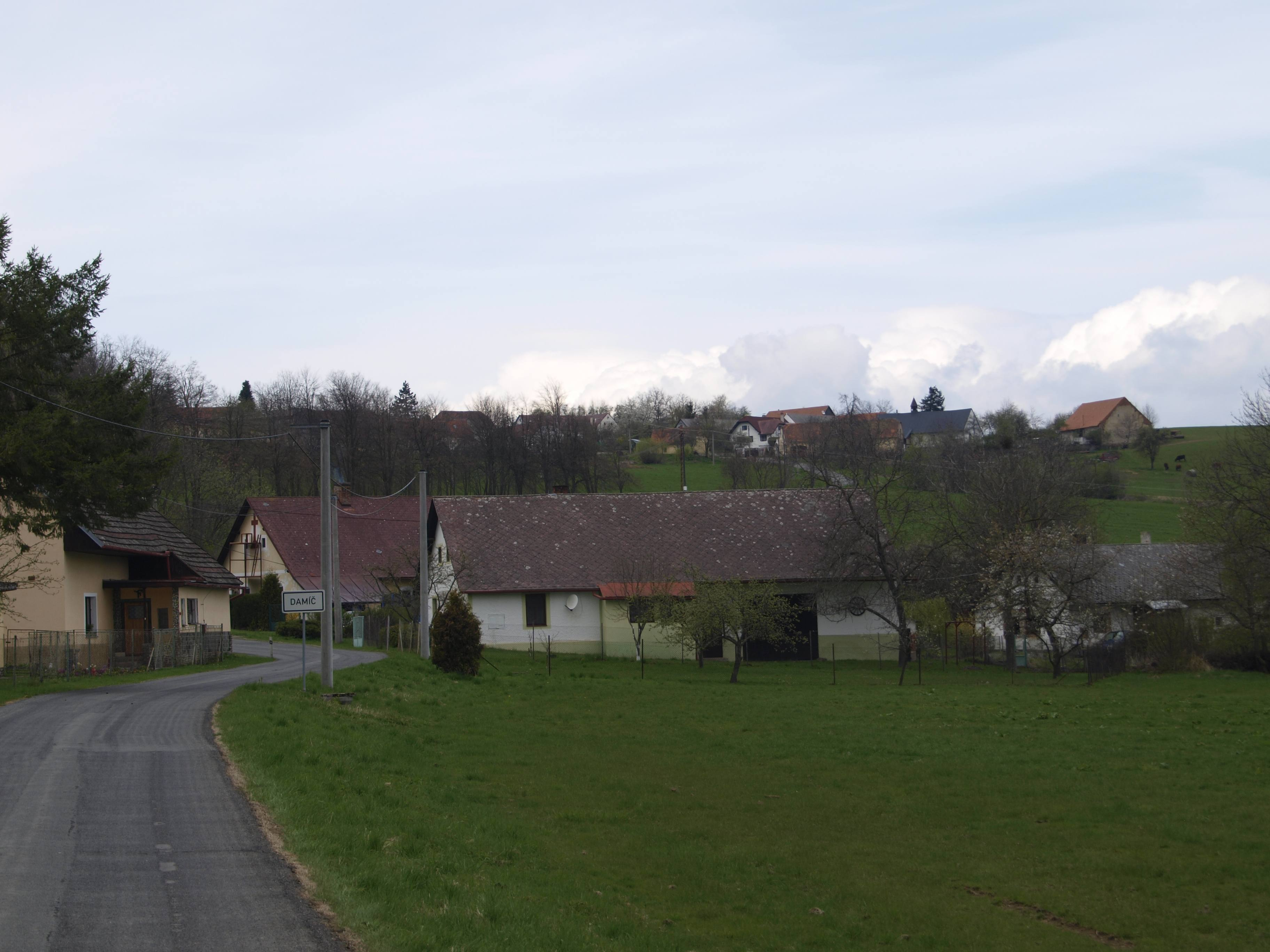
Obec Damíč od jihovýchodu
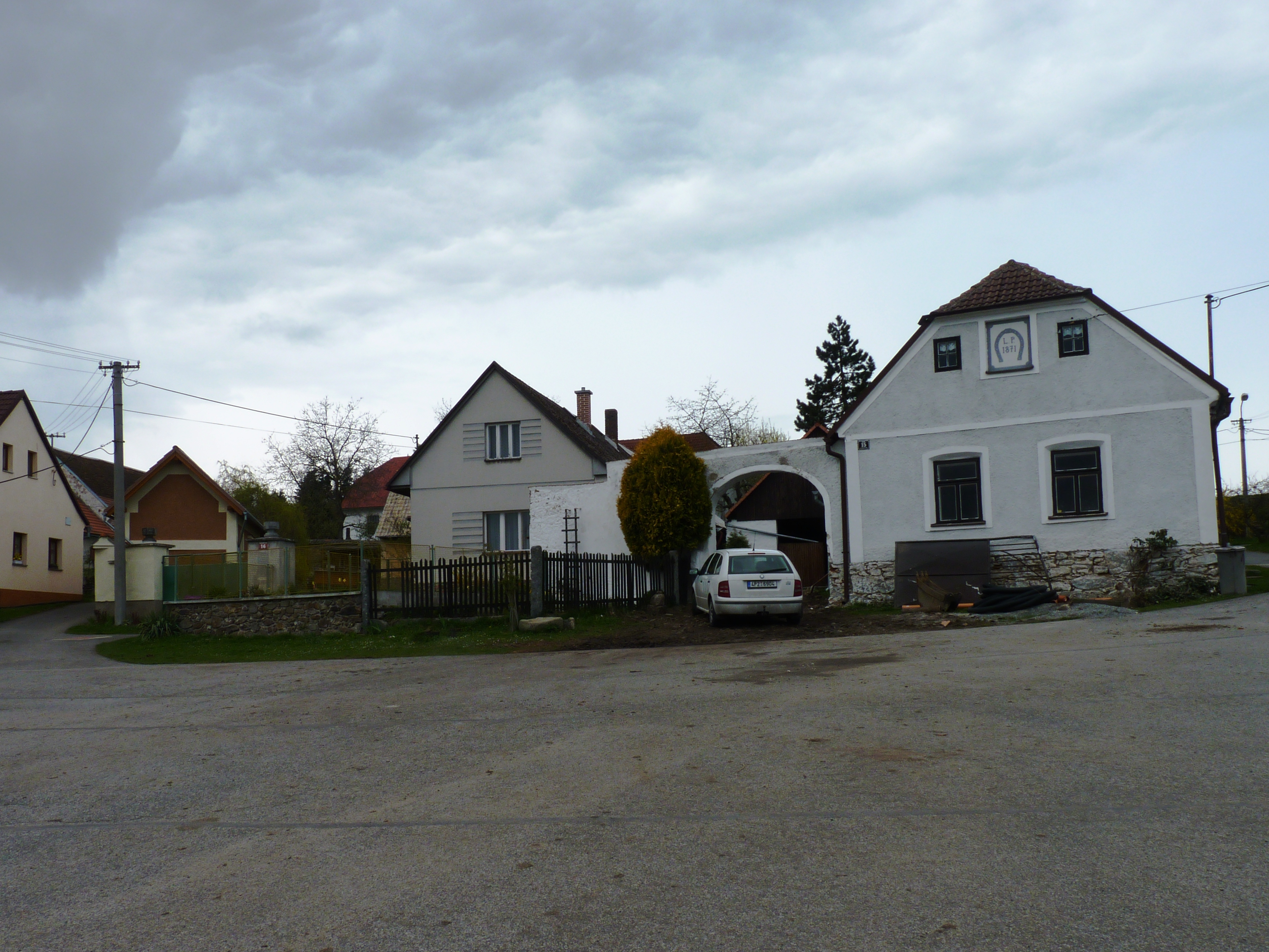
Domy v obci
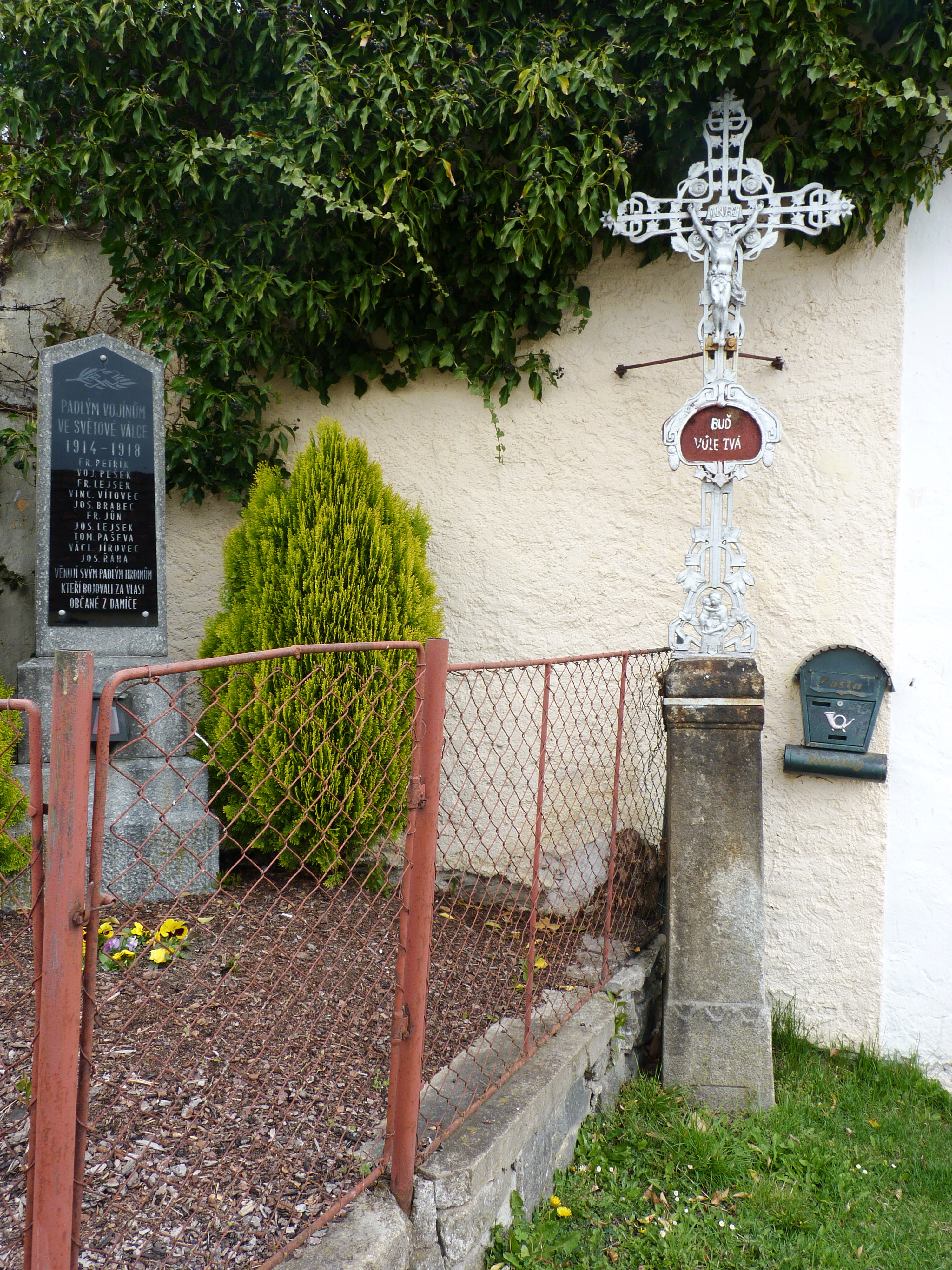
Kříž s pomníkem